# 島之山古墳
島之山古墳（日语：／ Shimanoyamakofun），又稱島根山古墳，是位於日本川西町唐院的一座前方後圓墳，屬於馬見古墳群北群，為日本國史跡，出土文物則是重要文物。

## 概要
古墳位於大塚山古墳以西1公里的寺川左岸的丘陵上，與周邊的古墳統稱為三宅古墳群。連同盾型周壕的話，古墳長265米，闊175米，東西中間細部建有造出，墳丘處亦發現了葺石和埴輪（朝顏形埴輪、圓筒埴輪和屋形、盾形、靫形的形象埴輪等等。2005年，在古墳進行的第十次調查中，於西面中間細部出土了應為祭祀用途的植物製的籃。
古墳位處於奈良盆地的河流交界處，與大塚山古墳同樣是處於交通要衝，而且兩墳的形狀和規格均相同，由此推測兩墳之間有很深厚的關係。
有關古墳的記載，最早可以追遡至江戶時代學者木內石亭所寫的《雲根志》，其中提到的「神代石」為此古墳出土的鍬形石。

## 墓室
古墳的後圓部分中心是豎穴式石室，石材是兵庫縣的龍山石，過去古墳曾經多次發生盜墓，大量陪葬品失竊，部分現在是美國博物館的館藏。
1996年的調査中，在古墳前方部分頂端發現了粘土槨，當時其處於東西10.5米，南北3.4米的墓坑內，粘土槨全長8.5米，闊約1.7至兩米，棺外則有滑石製勾玉、臼玉、管玉和琴柱型石製品等，總數約2500件，棺上的粘土內則有車輪石80個、鍬形石21個、石釧32個和鐵小刀5個。棺內則有碧玉製盒子3個、銅鏡3塊、大型管玉5個、豎櫛11個、首飾1個和手玉1個。由於有手玉，因此入葬者可能是女性。
另外，由墳頂的中間細部至前方部分曾經存在一個大型的粘土槨。

## 陪葬品

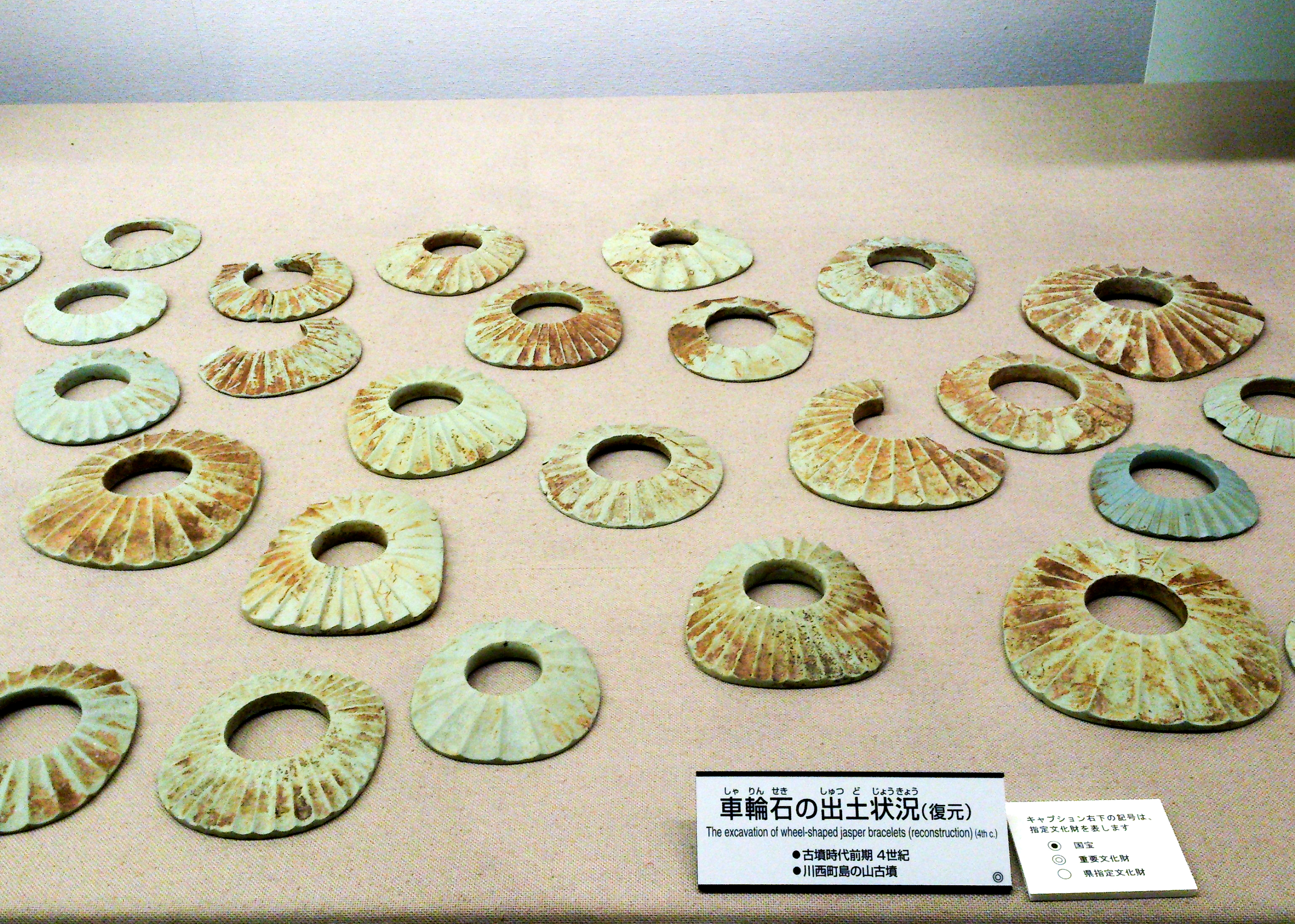
車輪石
奈良縣立橿原考古學研究所附屬博物館

1998年，古墳以下的出土文物以「奈良縣島之山古墳出土品」的名義獲指定為重要文物，並且藏於奈良縣立橿原考古學研究所附屬博物館。
- 獸形鏡3塊
- 管玉、丸玉、大形飾玉等碧玉玉石類89個
- 滑石玉石類
- 鐵刀子和小刀10把
- 石釧、車輪石和鍬形石等碧玉手飾類133個
- 碧玉盒子3個
- 琴柱形石製品1個

## 外部連結
- - 國指定文化財等數據庫（日語）
- 島の山古墳第10次発掘調査について（PDF）　川西町教育委員会